# Kasteel Nagoya

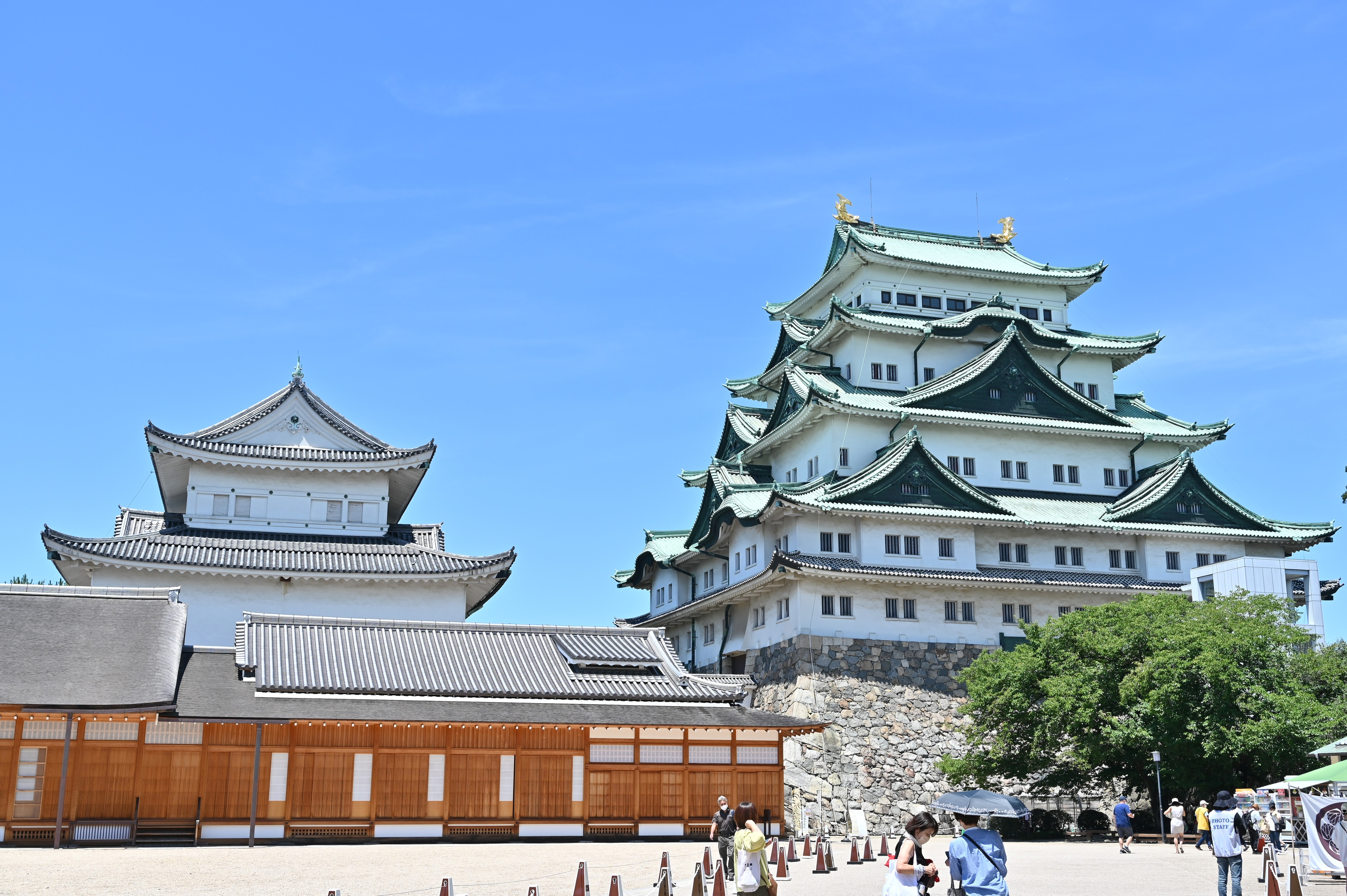
Het Honmaru-paleis en de donjon

Het Kasteel van Nagoya (Japans: 名古屋城, Nagoya-jō) is een toeristische trekpleister in Nagoya. Het kasteel werd gebouwd op bevel van Ieyasu Tokugawa, om een belangrijke punt langs de Toikaido-route te beveiligen, en om aanvallen vanuit Osaka het hoofd te bieden.

## Geschiedenis
Het kasteel werd oorspronkelijk gebouwd door daimyo Imagawa Ujichika en werd in 1532 door krijgsheer Oda Nobuhide overgenomen van Imagawa Ujitoyo, maar Nobuhide verliet het kasteel later.
In 1610 gaf shogun Tokugawa Ieyasu het bevel aan verschillende daimyo om mee te helpen bij de bouw van een nieuw kasteel op dezelfde plaats. Dit complex moest de nieuwe zetel worden van de provincie Owari en voor de bouw werd veel materiaal uit het Kasteel Kiyosu (de vroegere zetel van de Owariprovincie) gebruikt, waaronder de tenshu (donjon). Het kasteel werd in 1612 voltooid. Het is gebouwd in een stijl die typerend is voor Japanse kastelen op vlak terrein. Het complex bestond uit een vestingwal; de Nimomaru-tuin; het Hommaru-paleis; een theehuis; vier wachttorens; een kleine donjon, en een hoofddonjon, verbonden met een brug. De Tokugawa-dynastie heeft er eeuwenlang gewoond.
In mei 1945 zijn de meeste gebouwen tijdens Amerikaanse luchtaanvallen op Nagoya getroffen en afgebrand, waaronder het Hommaru-paleis (voordien geroemd vanwege de Shoin-stijl architectuur). Drie hoektorens en drie toegangspoorten bleven gespaard. De donjons werden in 1959 herbouwd.

## Symbool

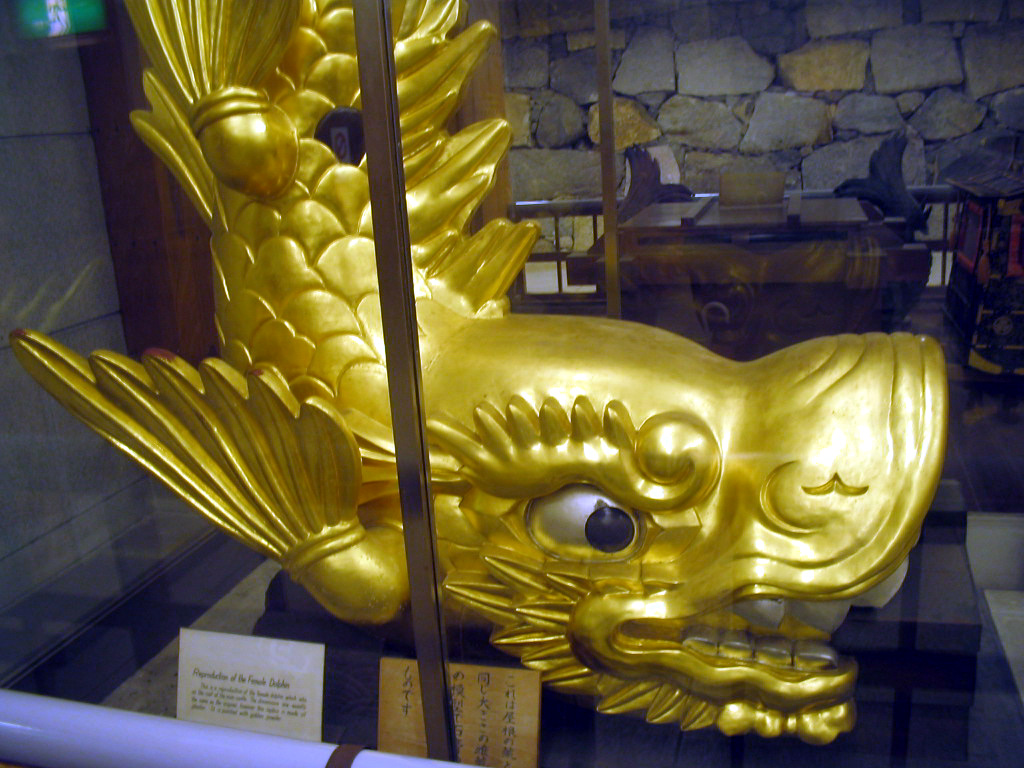
Het symbool van Nagoya, de gouden dolfijn

Aan het Nagoya-kasteel is een belangrijk symbool verbonden; de 'gouden dolfijn' of kinshachi. De twee oorspronkelijke beelden die op het dak van de grote donjon pronkten zijn verloren gegaan tijdens de verwoestingen en branden van 1945, maar in 1959 werden replica's op de herbouwde donjon geplaatst. De gouden dolfijn is nog steeds een soort stadswapen van Nagoya.
Op de noordzijde staat de mannelijke dolfijn; op de zuidzijde van de donjon de vrouwelijke. De mannelijke gouden dolfijn weegt 1272 kg, waarvan 44,7 kg goud. De vrouwelijke dolfijn weegt 1215 kg waarvan 43,3 kg 18-karaats goud.

## Volkscultuur
Het beroemde kasteel is meerdere keren voorgekomen in Japanse kaiju-films. In Mothra vs. Godzilla uit 1964 struikelde Godzilla ertegen en trok het Nagoya-kasteel neer. Twee jaar later, in 1966, verscheen het kasteel in Gamera vs. Barugon, waar Barugon het bevriest tijdens zijn rampage en het kasteel is in de achtergrond in het gevecht tussen Gamera en Barugon erna. Bijna drie decennium later werd de hoofdingang van het kasteel vernietigd door Battra in Godzilla vs. Mothra.

## Overige informatie
De toegangsprijs tot het complex bedraagt ongeveer 5 euro. Het is te bereiken met de metro van Nagoya, halte Shiyakusho (City Hall).